# União das Freguesias de Aguçadoura e Navais
União das Freguesias de Aguçadoura e Navais, kurz Aguçadoura e Navais ist eine Gemeinde (Freguesia) im Kreis (Concelho) von Póvoa de Varzim im Norden Portugals. 
Auf einer Fläche von 7,4 km² leben hier 5.736 Einwohner (Zahlen nach Stand vom 30. Juni 2011).
Die Gemeinde entstand am 29. September 2013 im Zuge der kommunalen Neuordnung Portugals aus dem Zusammenschluss der Gemeinden Aguçadoura und Navais. Hauptsitz ist Aguçadoura.